# Karl Günter Simon
Karl Günter Simon (* 9. Februar 1933 in Ludwigshafen am Rhein; † 25. April 2013 in Berlin) war ein deutscher Essayist, Reporter und Schriftsteller. Er schrieb auch unter den Pseudonymen Saul Simon (Fiktion) und Simon.

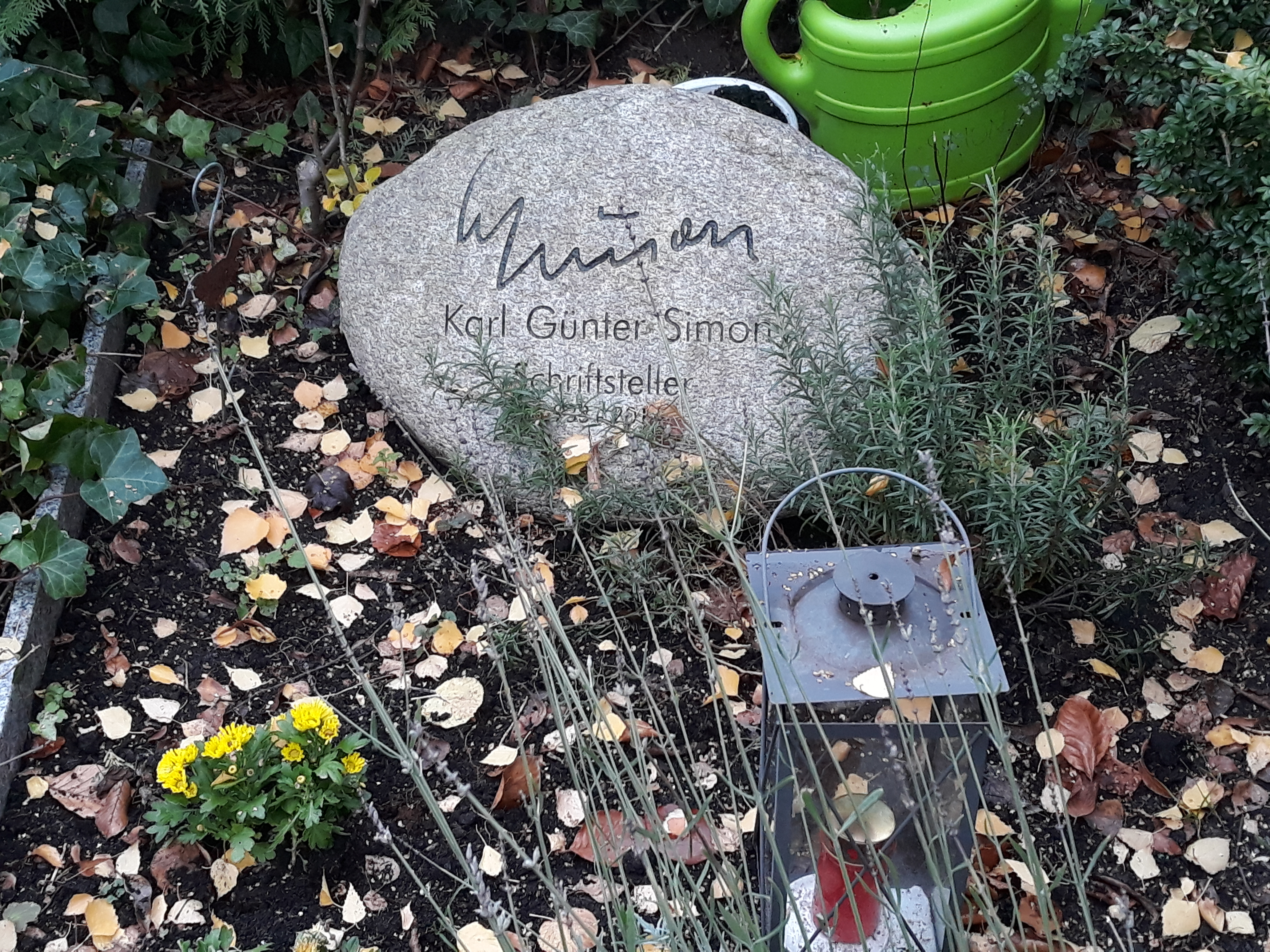
Das Grab von Karl Günter Simon auf dem III. Friedhof Schöneberg in Berlin-Friedenau.

## Leben
Simon studierte nach dem Abitur am Max-Planck-Gymnasium Ludwigshafen und einer schnell wieder abgebrochenen Maurerlehre romanische Sprachen und Publizistik in Göttingen, Paris, wohin der Pfadfinder mit dem Fahrrad reiste, und Berlin. Nebenbei erlernte er Pantomime bei Étienne Decroux. Am Institut für romanische Philologie der Freien Universität Berlin wurde er 1959 über Literatur und Film in Frankreich promoviert.
1960 avancierte Simon mit seinem grundlegenden Buch zur Pantomime, mit dem er gewissermaßen die Pantomime für Deutschland entdeckte, zum deutschen Pantomime-Experten. In der Kulturredaktion des Stern entwickelte er sich in Hamburg von 1965 bis 1968 zum Experten für die bildenden Künste weiter, wo er etwa Horst Janssen 1966 porträtierte. Aus seinem Prinzip, Menschen zu porträtieren, noch ehe sie in den Bereich der Publizistik geraten, entstand 1969 sein Bestseller Die Kronprinzen. Über die frühere Tätigkeit als Autor fiktiver Rundfunk-Reportagen hatte Simon einen Draht zum Fernsehen. In der Serie Simons Zeitgenossen – Leute und Trends porträtierte er weiter Menschen auf dem Weg zur Macht. Das Porträt des damals jungen Bundestagsmitglieds Manfred Wörner, das diesen als Starfighter-Piloten zeigte, produzierte einen Skandal. Daraufhin flog Simon beim ZDF raus, legte aber mit Millionendiener die erste Unternehmer-Serie im deutschen Fernsehen nach.
1975 wechselte der fließend Französisch und Spanisch sprechende passionierte Reiter zur neuen Zeitschrift GEO und bereiste und beritt für seine Reportagen zunächst bevorzugt Lateinamerika — vorwiegend abseits der touristischen Pfade und immer auf sich allein gestellt, um in Land und Leute eintauchen zu können. Privat zog er sich auf die Bergfeste Dilsberg zurück. Auch für den Playboy, die F.A.Z und Die Zeit schrieb er zahlreiche Reportagen. Um sich den Nahen Osten zu erschließen, begann Simon in der Berliner Moschee Arabisch zu lernen, da er den Schlüssel zum Verständnis einer fremden Welt immer in der Sprache sah. In Ägypten landete er im Gefängnis, nachdem sein später angereister Fotograf seine Bitte in den Wind geschlagen hatte, Fotografierverboten in der islamischen Welt keine Arroganz entgegenzustellen. In Pakistan forderte ihm die Suche nach kundigen Gesprächspartnern ab, zunächst vor dem Kollegium des Fachbereichs für Islamstudien der Universität von Karatschi spontan eine Vorlesung über den Islam zu halten. Die Fernuniversität Hagen bat ihn 1990, das Tutorial zur Entstehung einer Reportage zu erstellen. Für dessen Satz erwarb Simon, der das Schreiben am PC als lähmend empfand, eine Kugelkopf-Schreibmaschine.
Den Ruhestand trat Simon an, indem er Chinesisch lernte und lange China bereiste. Statt Menschen, ging der konsequente Internetverweigerer dazu über, im Sinne eines lateralen Denkens Glossen über die Tücken der Technik zu verfassen und die Schönheit der Simplizität in Gebrauchsgegenständen zu porträtieren.
Simon war von 1963 bis 1972 mit der Fotografin Angelika Platen verheiratet, mit der er zwei Töchter hat.

Saul Simon über Karl Günter Simon:

„Ich bemerkte bald, daß Shi-nômu-san nicht viel von Computern verstand, dafür aber in vielerlei Sprachen bewandert war, was ihn befähigte, auch in spezielle Idiome, z.B. die Managersprache, sehr schnell einzudringen. Auf meine Frage: Wie wird man Unternehmensberater? hat er geantwortet: »Man muß die Managersprache lernen und ein paar neue Wörter dazuerfinden, das ist alles.« […] Seine »Fallbeispiele« sind in der Tat geeignet, manchen Managern, manchen Menschen die Augen zu öffnen. Die Augen öffnen […] ist der Anfang aller Problemlösungen.“

## Werke

### Essays
- Deutschland, Pantomimenland? : Antwort auf das Manifest der Pantomimen. In: Theater heute. 5. Jg. Nr. 9, September 1964.
- Die Medienmacher : Do you know your Medium, Helmar Frank? In: Der Monat. Heft 244, Januar 1969.

### Bücher
- Das Absurde lacht sich tot: kleine Vorschule des modernen Humors. Rinn, München 1958
- Die imaginäre Welt in Film und Roman des modernen Frankreich: Zusammenhänge von Literatur und Film. Dargestellt an die Erscheinungsweise des irrationalen in Film und Dichtung Frankreichs. Diss. Berlin, 1958
- Pantomime: Ursprung, Wesen, Möglichkeiten. Nymphenburger Verl.-Handl, München 1960.
- Avantgarde. Theater aus Frankreich. Modern oder Mode? Rembrandt-Verlag, Berlin 1962
- Samy Molcho: Meister der Pantomime. Velber Verlag, Freiburg 1965
- Die Kronprinzen: Eine Generation auf dem Wege zur Macht. Fischer, Frankfurt 1969.
- Millionendiener: Die neuen Karrieren. Econ, Düsseldorf 1973, ISBN 3-430-18526-2.
- Islam. Und alles in Allahs Namen. Gruner + Jahr, Hamburg 1988, ISBN 978-3570062104
- Text und Konzept in Schreiber, Herrmann (Hrsg.) Islam und alles in Allahs Namen. 2. Auflage. GEO im Verlag Gruner + Jahr, Hamburg 1991, ISBN 3-570-06210-4.
- Saul Simon: Im Land der langen Nasen: Die Reise des Japaners Shi-nômu Kagee zum Wirtschaftsstandort Deutschland, aufgezeichnet von seinem Freund Saul Simon. Eichborn, Frankfurt 1998, ISBN 3-8218-0567-6.

### Übersetzungen (Auswahl)
- Georges Schehadé: Die Veilchen, in: Theater im S. Fischer Verlag I, S. Fischer Verlag, Frankfurt 1962

### Artikel
- Guatemala: Die frommen Heiden.  In: Geo-Magazin. Hamburg 1980,4, S. 82–102.  Kulturell informativer Erlebnisbericht.    ISSN 0342-8311
- Kolumbien: Jeder will nach Eldorado Geo 12/1977, Seite 8–42.  Verlag Gruner + Jahr, Hamburg

### Dokumentarfilme
- Simons Zeitgenossen : Leute und Trends. ZDF
- Millionendiener. Dokumentation in 6 Teilen, ARD 1972[3]

### Hörspiele
- Saul Simon: Übermorgen-Reportage. WDR, Red.: Wolfgang Prahde
- Saul Simon: Überleins Karriere - ein Märchen mit Musik. WDR, Red.: Georg Bungter
- Illustrierten-Figuren I-VII - Physiognomische Studien unserer Zeit.

### Lehrbücher
- Praxis des Schreibens: Die Kunst der Reportage (Leitprogramm: Ulrich Schödlbauer) FernUniversität Hagen 1991, ISBN 0-00-489425-1.